# Alan Wilder
Alan Charles Wilder (Hammersmith, Londres, Anglaterra, 1 de juny de 1959), és un músic anglès, conegut per formar part de Depeche Mode en la seva etapa inicial, i bàsicament per ser el líder de Recoil. També realitza tasques de producció i remescles d'altres bandes com Nitzer Ebb o Curve.

## Biografia
Alan Charles Wilder va créixer a l'àrea d'Acton, al districte d'Ealing de Londres. Va començar a tocar el piano amb vuit anys per influència dels seus pares. Llavors va aprendre a tocar flauta i va liderar diverses bandes musicals escolars. Acabat l'etapa escolar va començar a treballar com a ajudant als DJM Studios, on va treballar amb diverses bandes musicals.
Wilder viu a Horsham (West Sussex, Anglaterra). Té dos fills anomenats Stanley Duke i Paris amb la seva ex-muller Hepzibah Sessa, i una altra filla de nom Clara Lake amb la seva parella actual Britt Rinde Hval, periodista noruega.

## Carrera musical

### Depeche Mode
Després de la sortida de Vince Clarke de Depeche Mode, la banda va fer un anunci a la revista musical Melody Maker que cercava un teclista. Com que la banda buscava un músic menor de 21 anys, Wilder hagué de mentir en l'edat, ja que en tenia 22 en aquest moment. Després de superar les proves es va unir a la banda el gener de 1982, inicialment com a teclista de gira i posteriorment com a membre de la banda.
Wilder va compondre diverses cançons per Depeche Mode que van ser incloses en els primers àlbums d'estudi de la banda Construction Time Again i Some Great Reward, entre les quals destaquen «Two Minute Warning» i «The Landscape Is Changing» pel primer i «If You Want» pel segon. Tanmateix, la principal contribució de Wilder en la banda fou com a músic, arranjador i productor. En la part instrumental va contribuir especialment en la utilització del sintetitzador, i en menys importància el piano, i fins i tot l'oboè i la bateria. En el documental 101 es pot veure a Wilder demostrant la feina que es va amb el sintetitzador, les diferents parts en què se separa, i com llavors s'utilitzen en directe als concerts.
L'1 de juny de 1995, coincidint amb el seu 36è aniversari, Alan Wilder va anunciar la seva sortida de Depeche Mode. El motiu principal que va assenyalar fou l'increment de la seva desafecció per les relacions internes dels seus membres i també en els assaigs. La seva decisió fou difícil pel moment escollit, ja que els darrers àlbums realitzats indicaven el gran potencial de la banda. També va indicar que des de l'inici va donar el màxim d'energia, entusiasme i compromís pel bon funcionament i èxit de la banda, tot i que això també implicava un desequilibri en la càrrega de treball, i tampoc va rebre mai el respecte i reconeixement que mereixia. En aquesta declaració no va assenyalar cap membre en concret però va indicar que les relacions personals eren frustrants i darrerament intolerables.
Després de la separació, Wilder es va apropar a Robert Smith i fins i tot li van oferir entrar a The Cure, però va rebutjar la proposta. Wilder es va reunir amb Depeche Mode en el concert "Teenage Cancer Trust" celebrat al Royal Albert Hall de Londres el 17 de febrer de 2010. Va acompanyar Martin Gore en el piano per tocar la cançó «Somebody», i Gore li va tornar el favor fent de DJ en alguns concerts de Recoil. En el 2011 va editar dues remescles per la cançó «In Chains» de Depeche Mode.

### Recoil
El projecte Recoil va sortir a la llum l'any 1986 amb un EP experimental titulat 1 + 2. Inicialment era un projecte paral·lel a Depeche Mode que Wilder utilitzava com a antídot per apaivagar les frustracions que tenia de treballar en la banda. El primer àlbum d'estudi va aparèixer el 1988 amb el nom Hydrology, però poc després ja va tornar als estudis per treballar en el nou treball de Depeche Mode, el més reeixit de la banda fins al moment, Violator. No va ser fins que van finalitzar la gira "World Violation Tour" que Wilder no va poder tornar a treballar en Recoil.
En aquesta època va construir una gran relació amb el cantant Douglas McCarthy de Nitzer Ebb, pel qual va produir l'àlbum Ebbhead. Per tornar-li el facor, McCarthy va ser el cantant del següent àlbum de Recoil, Bloodline (1991). A banda de McCarthy també va convidar altres vocalistes com Tony Halliday de Moby per participar en Bloodline. Es va produir una nova aturada en la producció de Recoil quan van enregistrar un nou treball per Depeche Mode, en aquest cas Songs of Faith and Devotion, i estigué de gira amb la banda durant quinze mesos. Ja en el pinacle del seu èxit i a causa de diversos aspectes del nou estil de vida dels altres membres de la banda, Wilder va decidir finalment abandonar la banda al juny de 1995 després de catorze anys en la formació.
Deslliurat dels compromisos de Depeche Mode, Wilder es va poder centrar exclusivament en Recoil, i tot just l'any següent ja estava treballant en el seu propi estudi per preparar un nou àlbum d'estudi, que es va titular Unsound Methods. Els vocalistes convidats per aquesta ocasió van ser Maggie Estep, Siobhan Lynch, Douglas McCarthy i Hildia Campbell. El següent àlbum de Recoil fou Liquid (2000), que va comptar amb la col·laboració de Diamanda Galás, Nicole Blackman, Samantha Coerbell i la banda de crooners Golden Gate Jubilee Quartet. Llavors es va prendre una etapa de descans de cinc anys i va tornar a compondre un nou treball l'any 2007 que es titulà subHuman.
Fins aquell moment, Recoil no havia realitzat mai cap gira de concerts, però aquest fet canvià els anys 2010 i 2011 per celebrar el 25è aniversari d'aquest projecte musical. Un total de 52 ciutats d'arreu del món van formar part de la gira coneguda com a "Selected Events". Els concerts no van ser del tot "directes" però si que disposava una destacada instal·lació artística i de vídeo. L'any següent van llançar un vídeo del concert A Strange Hour In Budapest en Blu-ray dirigit per Attila Herkó.

## Discografia

### Treballs anteriors
- The Dragons – "Misbehavin'" (1977)
- Dafne & The Tenderspots – "Disco Hell" (1979)
- The Korgis – "If I Had You"
- Real to Real – "White Man Reggae" (1980)
- Real to Real – "The Blue" (1980)
- Real to Real – Tightrope Walkers (1980)
- Real to Real – "Mr. and Mrs." (1981)
- The Flatbackers – "Serenade of Love" (1981)
- The Hitmen – "Ouija" (1981)

### Depeche Mode
- Speak & Spell (1981)
- A Broken Frame (1982)
- Construction Time Again (1983)
- Some Great Reward (1984)
- Black Celebration (1986)
- Music for the Masses (1987)
- Violator (1990)
- Songs of Faith and Devotion (1993)

### Recoil
- 1 + 2 (1986)
- Hydrology (1988)
- Bloodline (1992)
- Unsound Methods (1997)
- Liquid (2000)
- subHuman (2007)

### Versions i col·laboracions
- Nitzer Ebb. Cançó "Come Alive" de l'àlbum As Is (1991).
- Nitzer Ebb. Producció de l'àlbum Ebbhead amb Flood (1991).
- Curve. Cordes i so ambiental en la cançó "Polaroid" de l'àlbum Gift (2001).
- The Digital Intervention. Cordes i so en la cançó "Coma Idyllique" de l'àlbum Capture (2003).
- Talk Talk. Productor musical executiu i versió de les cançons "Inheritance" i "Dum Dum Girl" en l'àlbum de tribut a Talk Talk (2012).

### Remescles
- 1989: Toni Halliday – "Time Turns Around" (Euro-Tech Version)
- 1991: Nitzer Ebb – "I Give to You" (Wilder Mix Full Version)
- 2010: Nitzer Ebb – "I Am Undone" (Alan Wilder Remix)
- 2011: Depeche Mode – "In Chains" (Alan Wilder Remix)
- 2011: Sonoio – "Minutes" (Expansion Mix)